# Ömål
Ömål, även kallad öbo, kallas den dialekt som talas på öarna i Öckerö kommun. Den har vissa drag av göteborgska, men också från engelskan. Utmärkande är bland annat att man använder D istället för T, (Båd, istället för båt) och lägger till -a i bestämd form av substantiv i plural, istället för -en (Barna istället för barnen).